# 小行星2965
小行星2965（2965 Surikov）是一颗围绕太阳公转的小行星。1975年1月18日，柳德米拉·切爾尼赫在克里米亚发现了此天体。
該小行星以俄羅斯畫家瓦西里·蘇里科夫命名。
这颗小行星的绝对星等为72.70841863040428等。